# 灰吹屋薬局
株式会社灰吹屋薬局（はいふきややっきょく）は、神奈川県川崎市高津区溝口に本社を置く、薬局・ドラッグストアを運営する企業である。ドラッグストアではハイフキヤドラッグを店名としている。

## 事業
2012年3月現在、川崎市の中部から北部（高津区・宮前区・多摩区）において、ドラッグストア6店舗（うち4店舗には調剤併設）、調剤薬局3店舗を営業している。また、フィットネスの「カーブス」を溝口と稲田堤の2店舗営業している（運営は灰吹屋のグループ会社「ハイフキヤ」が運営している）。

## 歴史
灰吹屋薬局は、江戸の四谷にある総本家灰吹屋からの暖簾分けで、1765年（明和2年）、大山街道沿いの溝口に開業した。灰吹屋の薬の評判は旅人に広がり、富山の薬売りや越後の毒消し売りは溝口に寄り付かなかったという。
三代目仁兵衛は玉川老人亭宝水と号し、俳諧で田川鳳朗に師事するなど俳人の間での交友関係も広く、また街道沿いに松尾芭蕉の句碑も建てている。
三代目仁兵衛の長男である専太郎の代には、明治20年代の当時まだ珍しかった薬局としての免許を得たが、若くして没する。弟の愛之助が跡を継ぎ、大山街道でも珍しい店蔵を建てた。

## 総本家灰吹屋
1674年（延宝2年）、初代大枝市右衛門が創業。2010年、店舗を建て替え、屋号をHaifukiya Drug storeとする。しかし、2018年（創業から344年目）、家族の健康上の理由及び諸事情により14代目をもって閉店した。店舗は四ツ谷駅前のしんみち通り入り口にあった。

## 屋号の由来
鉛から金や銀を取り出すための灰吹法に由来する。四谷・溝口以外にも同名の薬局が存在する。

## ギャラリー

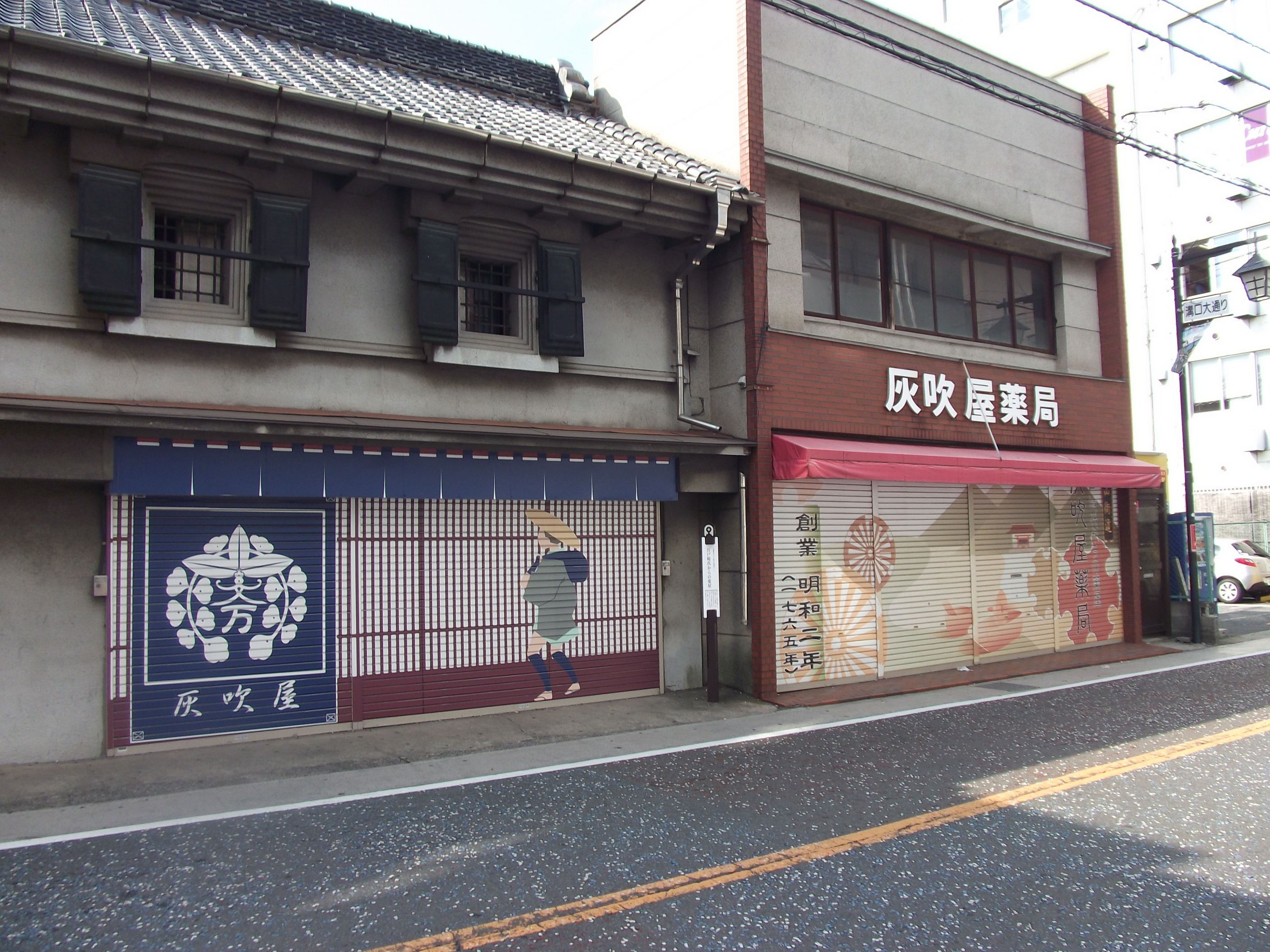
旧店舗・店蔵
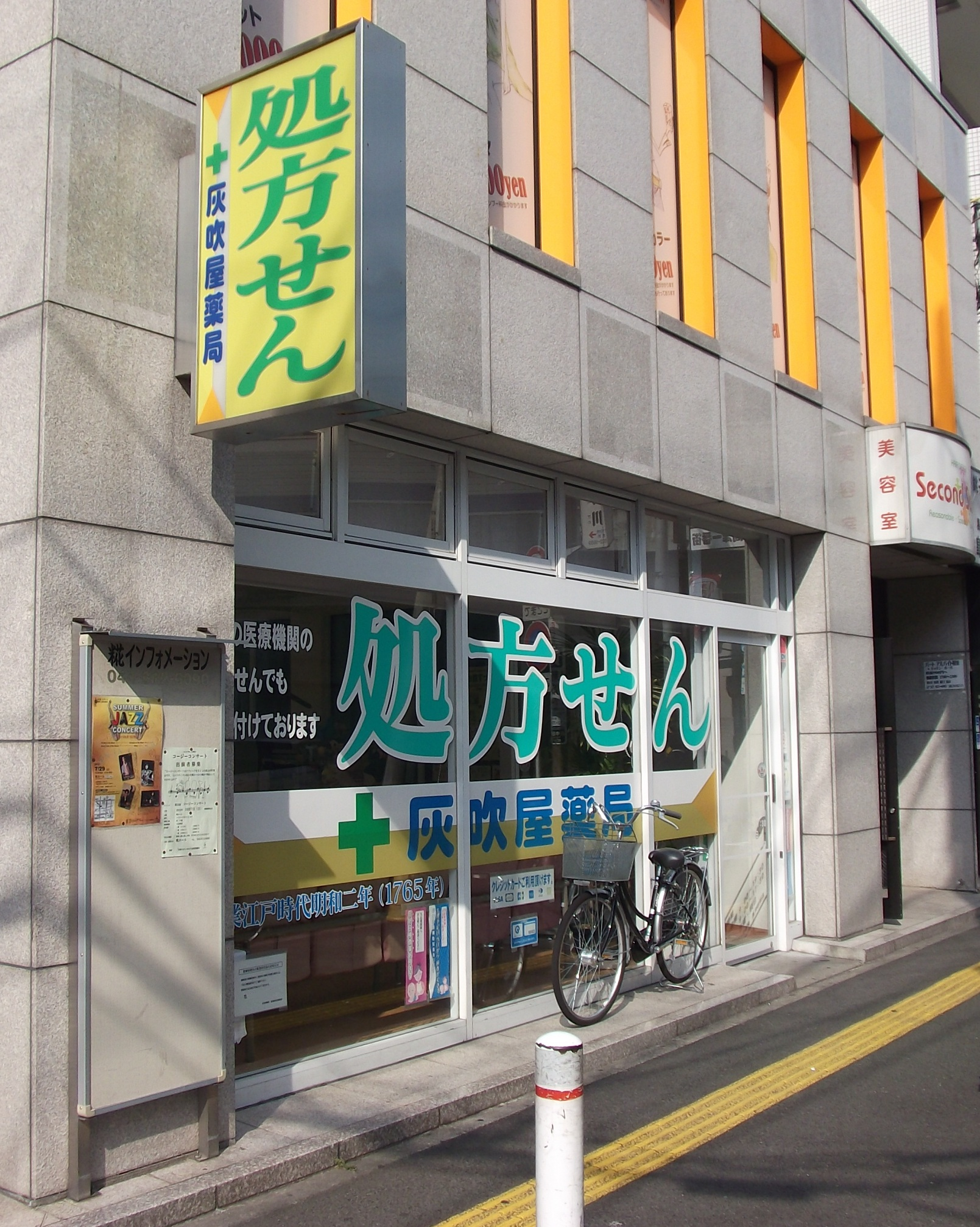
高津駅前店